# Francoise de Clossey
Françoise de Clossey (Montréal, 1974. október 12. –) kanadai zongorista és orgonista.

## Élete
Montréalban született, ahol Natalie Pepin irányításával szerezte meg zenei egyetemi diplomáját. Kortárs zenei ismereteit a Nouvel Ensemble Moderne alapítójával, Lorraine Vaillancourt-ral tökéletesítette.
Miután megnyerte az 1992-es québeci és az 1994-es kanadai zenei versenyt, különböző nemzetközi fesztiválokon lépett fel szólistaként (Festival International de Montréal, Festival International de Menton, Festival de la Ville de Paris, London Proms, Vatikáni koncertek Rómában és a müncheni Olasz Fesztivál).
Játszott a világ legfontosabb koncerttermeiben (a mexikóvárosi Szépművészeti Palotában, a müncheni Kunsthallében, a római Operaházban és a moszkvai Zeneakadémia Csajkovszkij Termében). Kanadán és az Egyesült Államokon kívül fellépett Olaszországban, Franciaországban, Németországban, Angliában, Svájcban, Ausztriában, Svédországban, Oroszországban, Lengyelországban, Brazíliában, Mexikóban, Guatemalában, Tunéziában, Etiópiában, Egyiptomban és Nigériában is.
Különböző zeneműveket alkot, mint H.M. Gorecki egyik operájának világpremierje, Sciarrino és Gubaidulina észak-amerikai ősbemutatói és Frisina és Sofianopulo olasz zeneszerzők műveinek világpremierjei.
Nemrég H. Villa Lobos műveit adta elő I. Karabtchevsky vezényletével és együttműködött a híres brazil énekes-dalszerzővel, Gilberto Gillel. A nagy észak-amerikai szerzők (Oscar Peterson, Dave Brubeck, Aaron Copland, Georges Gershwin, Leonard Bernstein műveinek előadása Maurral az oldalán mindig nagy sikert arat.)
A hanglemezfelvételek terén is aktívan dolgozik, számos televíziós és rádiós felvételt rögzített. A Montréali Egyetem, a római Santa Cecilia Konzervatórium és a „MusicaRiva” Festival a Riva del Garda asszisztense volt.
2006-ban neki ítélték a „Beato Angelico” per la Donna nemzetközi díjat.